# Cuzcoskogssångare
Cuzcoskogssångare (Myiothlypis chrysogaster) är en fågel i familjen skogssångare inom ordningen tättingar.

## Utseende och läte
Cuzcoskogssångaren är en liten skogssångare med gul undersida, olivgrön ovansida och ett gult ögonbrynsstreck. Den har även ett orangefärgat centralt hjässband, men det kan vara svårt att se i fält. Arten liknar tvåbandad skogssångare, men saknar dennas brutna ögonring och hjässbanden är inte lika mörka. Sången består av en snabb serie med klara visslingar. Även skrovliga tjippande läten kan höras.

## Utbredning och systematik
Fågeln förekommer enbart i Peru. Den behandlas som monotypisk, det vill säga att den inte delas in i några underarter. Tidigare ansågs cuzcoskogssångare och chocóskogssångare (M. chlorophrys) utgöra samma art, men urskiljs numera vanligen som goda arter.

## Levnadssätt
Cuzcoskogssångaren hittas i molnskogar. Den ses vanligen i par i skogens mellersta och nedre skikt.

## Status och hot
Arten har ett stort utbredningsområde, men tros minska i antal, dock inte tillräckligt kraftigt för att den ska betraktas som hotad. Internationella naturvårdsunionen IUCN listar arten som livskraftig (LC).

## Namn
Cusco (äldre stavning "Cuzco") är en stad och departement i sydöstra Peru. Namnet betyder navel på inkaspråket quechua.